# Pachypodium eburneum
Pachypodium eburneum là một loài thực vật có hoa trong họ La bố ma. Loài này được Lavranos & Rapanarivo mô tả khoa học đầu tiên năm 1997.